# Municipio de California (Míchigan)
El municipio de California (en inglés: California Township) es un municipio ubicado en el condado de Branch en el estado estadounidense de Míchigan. En el año 2010 tenía una población de 1040 habitantes y una densidad poblacional de 18,85 personas por km².

## Geografía
El municipio de California se encuentra ubicado en las coordenadas 41°47′29″N 84°53′16″O / 41.79139, -84.88778. Según la Oficina del Censo de los Estados Unidos, el municipio tiene una superficie total de 55.18 km², de la cual 55,07 km² corresponden a tierra firme y (0,2 %) 0,11 km² es agua.

## Demografía
Según el censo de 2010, había 1040 personas residiendo en el municipio de California. La densidad de población era de 18,85 hab./km². De los 1040 habitantes, el municipio de California estaba compuesto por el 98,75 % blancos, el 0,19 % eran amerindios, el 0,1 % eran de otras razas y el 0,96 % eran de una mezcla de razas. Del total de la población el 1,63 % eran hispanos o latinos de cualquier raza.